# Église Notre-Dame-de-Nazareth de Vitry-sur-Seine
L'église Notre-Dame-de-Nazareth est une église paroissiale située au 93, rue Paul-Armangot sur la commune de Vitry-sur-Seine.

## Histoire
Le projet initial était composé d'une crypte surmontée d'une église. Les travaux commencèrent en 1929 par la construction de la dite crypte ainsi qu'un presbytère, qui fut inauguré en 1930, mais les travaux s'arrêtèrent faute de crédits.
L'église actuelle fut construite en 1964 par l'Œuvre des Chantiers du Cardinal.
Elle est faite d'une grande salle sans fenêtres, éclairée par un puits de lumière,.
En 2006, le maître-verrier Jacques Loire y installe des vitraux.